# شکست‌ناپذیر (فصل ۲)
فصل دوم مجموعهٔ پویانمایی بزرگسالانه ابرقهرمانی آمریکایی شکست‌ناپذیر که بر اساس کتاب‌های کمیک با همین نام ساخته شده است، توسط رابرت کرکمن، نویسندهٔ کمیک‌ها، برای تلویزیون اقتباس و خلق شده‌است. کرکمن همچنین به عنوان نویسندهٔ اصلی مجموعه کمیک نیز در پروژه حضور دارد. این فصل توسط آمازون ام‌جی‌ام استودیوز با همکاری پوینت گری پیکچرز، اسکای‌باند نورث، اسکای‌باند انیمیشن و ویند سان اسکای انترتینمنت تهیه شده و سایمون راچیوپا به عنوان شورانر فعالیت می‌کند. در این فصل، استیون ین صداپیشگی شخصیت مارک گریسون / شکست‌ناپذیر را بر عهده دارد. ساندرا اوه و جی. کی. سیمونز نیز به ترتیب در نقش‌های دبی گریسون و نولان گریسون / امنی-من، والدین مارک، ظاهر می‌شوند. سایر اعضای صداپیشگان شامل جیلیان جیکوبز، اندرو رنلز، زاسی بیتس، والتون گاگینز، ست روگن، استرلینگ کی براون، ملیس جو، مارک همیل، کریس دیامانتوپولوس، کوین مایکل ریچاردسون، فرد تاتاسیور، اریک بائوزا، جیسون منتزوکس، کاری پیتون، زکری کینتو، گری دلیسل، بن شوارتز و کالیستا فلوکهارت هستند. داستان این فصل یک ماه پس از وقایع فصل نخست جریان دارد؛ جایی که مارک گریسون تلاش می‌کند زندگی‌اش را پس از خیانت پدرش، امنی-من، دوباره سر و سامان دهد. او باید با پیامدهای این اتفاق روبه‌رو شود و بکوشد مانع تبدیل‌شدن خود به فردی شبیه پدرش شود. اما مارک در این مسیر با دشمنی جدید به نام انگستروم لِوی مواجه می‌شود؛ ابرشروری که توانایی باز کردن درگاه‌هایی به جهان‌های موازی را دارد و پس از شکست یک مأموریت، عطش انتقام از شکست‌ناپذیر وجودش را فرا می‌گیرد.
این فصل از مجموعه به دو بخش تقسیم شد و پخش آن از ۳ نوامبر ۲۰۲۳ در آمازون پرایم ویدئو آغاز شد. چهار قسمت نخست به صورت هفتگی تا ۲۴ نوامبر منتشر شدند و چهار قسمت پایانی نیز از ۱۴ مارس تا ۴ آوریل ۲۰۲۴ در دسترس قرار گرفتند. فصل دوم به طور کلی بازخوردهای مثبتی از سوی منتقدان دریافت کرد و بازی‌های صوتی، پرداخت شخصیت‌ها، صحنه‌های اکشن و مضامین مطرح شده در آن مورد تحسین قرار گرفت. با این حال، ساختار تقسیم بندی قسمت‌ها و فاصله زمانی میان دو بخش، با انتقادهایی نیز همراه بود. این مجموعه در ۲۶ ژوئیه ۲۰۲۴ برای فصل چهارم تمدید شد.